# 琉蘭修好条約
琉蘭修好条約（りゅうらんしゅうこうじょうやく、オランダ語: Traktaat tusschen Nederlanden en Lioe-kioe）は、1859年7月6日（咸豊9年・安政6年6月7日）に琉球王国とオランダ王国が結んだ通商条約。
琉米修好条約及び琉仏修好条約とともに「三条約」と総称される。ただし、琉球とアメリカやフランスとの間の文書の英文や仏文では"CONVENTION"とされているのに対し、オランダとの間の文書では"TRAKTAAT"（条約）と明記されている点も指摘されている。
1879年（明治12年）の琉球処分で琉球王国の消滅により失効したとされる。

## 経緯
近世の琉球王国では1704年に薩摩藩から中国船・朝鮮船・西欧船（スペイン、ポルトガル、イギリス、オランダ）を対象とする「宝永元年御条目」が布達されていたが、欧米船の来航増加に伴って嘉永期と安政期に改正されていた。また、欧米船の来航時、琉球王府は正式な外交交渉を避けるために偽名と偽官を用いた虚構組織で対応を行ったが、1854年の琉米修好条約締結後は徐々に実名に変化した。
琉蘭修好条約において、琉球側は向鳳儀（名は実名）が「総理官」の官職名、向徳裕（野村親方朝宜）が「翁徳裕」の名と「布政官」の官職名で交渉に当たった。なお、徐々に実名を用いるようになった理由については、琉米修好条約以降は虚偽機構が機能しなくなったとする説もあるが、相手国との条約締結の有無によって使い分けていたとする説もある。
日本の外務省外交史料館には原本があり、1971年4月の開設時に外務省大臣官房文書課から移管されたものである。

## 全権
- 琉球王国： 尚鳳儀[2]、翁徳裕[2]
- オランダ王国： ファン・カペレル（J. H. van Capellen）

## 主な内容
- （第一条）：自由貿易(琉球の関税自主権の喪失)、オランダ船への薪水の供給
- （第二条）：オランダ船からの漂流民の救助
- （第三条）：オランダに領事裁判権を認める
- （第四条）：オランダ人墳墓所を設置
- （第五条）：琉球側による水先案内
- （第六条）：オランダ船への薪水の提供に関する費用等

## 当条約に対する日本政府の公式見解
2006年（平成18年）、鈴木宗男衆議院議員が法的性格等について政府見解を質したが、「日本国として締結した国際約束ではなく、その法的性格につき政府として確定的なことを述べることは困難である。」と答弁された。